# Charles Gallagher (homme politique)
Pour les articles homonymes, voir Charles Gallagher et Gallagher.
Charles Gallagher (1925-2007) est un homme politique canadien du Nouveau-Brunswick.

## Biographie
Charles Gallagher naît le 21 septembre 1925 à Centreville, au Nouveau-Brunswick.
Agriculteur, il se lance en politique provinciale et est élu député de Carleton de 1970 à 1987 sous l'étiquette progressiste-conservatrice. Du 20 décembre 1976 au 30 octobre 1982, il occupe le poste de Ministre de l'éducation. Il est de plus élu président de l'Assemblée législative du Nouveau-Brunswick en 1985 et le reste jusqu'en 1987. Il décède en juin 2007. 